# Trebbiano
El trebbiano és una varietat vinífera usada per algunes varietats blanc plantats arreu d'Itàlia, amb diferents noms regionals. El més conegut és el trebbiano toscano i equival a l'ugni blanc de la Charente i la Gascunya franceses que es destinen a la destil·lació per a l'obtenció, respectivament, del conyac i de l'armanyac. A la Toscana es produeix amb aquest raïm el vin santo i altre vins blanc. Fins i tot el trebbiano toscano era present en el cupatge original dels chianti negres.
El trebbiano veronese equival al verdicchio i és present en alguns vins famosos, com els soave, lugana i verdicchio, 
Altres, trebbiano abbruzzese, trebbiano romagnolo i trebbiano spoletino donen vins com els frascati, galestro, orvieto.
A Amèrica és emprat per a la destil·lació.